# Maison de Nikola Predić
La maison de Nikola Predić (en serbe cyrillique : Кућа Николе Предића ; en serbe latin : Kuća Nikole Predića) est située à Belgrade, la capitale de la Serbie, dans la municipalité urbaine de Stari grad. En raison de son importance architecturale, cet édifice, construit en 1871, figure sur la liste des monuments culturels protégés de la République de Serbie et sur la liste des biens culturels de la Ville de Belgrade.

## Présentation
La maison, située 14 rue Vuka Karadžića, appartenait au marchand Nikola Predić, un partenaire du capitaine Miša Anastasijević. Elle fut une des premières maisons construites après la vente des propriétés turques à la suite du départ des Ottomans de Belgrade. Elle a été édifiée selon le nouveau plan d'urbanisme conçu pour Belgrade.
La maison est constituée d'un rez-de-chaussée et d'un étage et pensée pour en faire une maison familiale. Le rez-de-chaussée servait de magasin et comprenait des entrepôts ; ce rez-de-chaussée a été construit dans le style académique. Une grande corniche sépare ce socle de l'étage supérieur. Les façades sont symétriques, dynamisées par la conception des fenêtres et par les pilastres qui les entourent. Le bâtiment est angulaire et la façade d'angle est soulignée par un oriel au premier étage. L'apparence actuelle de la maison date de 1906, quand elle fut achetée par Kir Mijailo Pavlović qui la destinait à la location ; les façades furent alors modernisées par des éléments plastiques relevant de l'Art nouveau.